# Loncophorus angusticollis
Loncophorus angusticollis – gatunek chrząszcza z rodziny ryjkowcowatych.
Gatunek ten opisany został w 1995 roku przez Wayne'a E. Clarka na podstawie trzech okazów.
Chrząszcz o ciele długości od 6,08 do 6,32 mm. Głowa o długim, smukłym i równomiernie zakrzywionym ryjku. Z rzadka nieregularnie punktowane przedplecze jest u nasady węższe niż podstawa silnie wypukłych pokryw o zaokrąglonych wierzchołkach. Krętarze środkowej pary odnóży są u samców prawie trapezowate. U samca edeagus ma prawie równoległe boki i guzki w części wierzchołkowo-środkowej widoczne z boku jak i z góry, endofallus jest nieuzbrojony, a tegumen pozbawiony paramer.
Ryjkowiec znany tylko z meksykańskiego stanu Veracruz, gdzie żeruje na Mortoniodendron guatemalense, prawdopodobnie przechodząc rozwój w jego nasionach lub pąkach kwiatowych.